# Johnathan Abram
Pour les articles homonymes, voir Abram.
(en) Statistiques sur pro-football-reference
Johnathan Jauquez Abram, né le 25 octobre 1996 à Columbia (Mississippi), est un joueur américain de football américain. Il joue safety en National Football League (NFL).